# Poeciloterpa
Poeciloterpa is een geslacht van halfvleugeligen uit de familie schuimcicaden (Cercopidae). De wetenschappelijke naam van dit geslacht is voor het eerst geldig gepubliceerd in 1870 door Stål.

## Soorten
Het geslacht Poeciloterpa omvat de volgende soorten:
- Poeciloterpa atra Jacobi, 1927
- Poeciloterpa fusca Lallemand, 1927
- Poeciloterpa latipennis Schmidt, 1920
- Poeciloterpa minuta Lallemand, 1922
- Poeciloterpa montana Schmidt, 1927
- Poeciloterpa nigrolimbata Stål, 1870
- Poeciloterpa obscura Schmidt, 1927
- Poeciloterpa rufolimbata Schmidt, 1927
- Poeciloterpa unicolor Lallemand, 1922